# Ura-sabaku
L’Ura-sabaku – en japonais 裏砂漠 – est un désert volcanique sur Izu Ō-shima, dans la sous-préfecture d'Ōshima, au Japon. C'est l'une des rares formations désertiques du pays.